# ダリアンガールズ
ダリアンガールズは、かつて存在した日本の女子プロレス団体。または、その団体を扱ったフジテレビの深夜番組のタイトル。キャッチフレーズは「歌って、踊って、プロレス」。

## 歴史
2002年、ホリプロが主体となって企画され、中国の遼寧省大連市でオーディションを行い、約550名の応募者の中から16歳から21歳の女子15名を選出。歌、ダンス、プロレスを行うスポーツエンターテイナーに育て上げることを目的とし、コーチに全日本女子プロレスを離脱しフリーとなっていた伊藤薫を招いて女子15名を指導。
2003年9月29日、品川プリンスホテルで旗揚げ公演を開催。ユニット名の由来は大連の現地読みである「ダリアン」と英語で少女たちを意味する「ガールズ」を掛けた「大連の少女たち」から来ているが、実際の現地読み（中国語共通語）だとダーリャン（Dàlián）が近い。
この興行でのプロレスは、あくまで所属している少女達のショーの一環という考えから他団体の選手は招聘せず（コーチである伊藤も試合を行っていない）、所属選手のみで歌とダンスのショーに絡めて試合を行っている。
しかしながら、選手達のコスチュームを同じようなデザインにしてしまった事や、新人であるために各選手それぞれの個別化が図れなかったこと、新人同士の対戦のため試合を組み立てられるある程度キャリアを積んだ選手が存在しなかったこと、技の出し方や試合の流れがぎこちなく見えたこと、闘いのテーマが作り辛かったことなどが問題となってしまう。
また観客に関しては、従来のファンよりも一般客にアピールすることに重点を置き、テレビアナウンサーの場内実況放送を行い、プロレスを知らない観客にも楽しめる配慮等がなされていたが、中々定着せず観客動員に苦戦。テレビの視聴率も低迷していたため番組も打ち切られ、2004年5月1日に八景島シーパラダイスで開催した公演を最後に所属選手達が中国に帰国したため、自然消滅という形で解散。
選手達の平均身長が168cm強、平均年齢は18.1歳と、既存の団体に比べて選手の素質には恵まれ、設立当初よりホリプロのバックアップにより深夜帯ながらレギュラー番組枠を確保する等華やかなスタートを切ったが、その素質を活かしきれず（アイドルユニットとしても売り出す予定もあり、怪我などのアクシデントを避けるため、派手な大技等は使うことが出来なかったと思われる）、エンターテイメント性を強調するがそれに見合うだけの選手を輩出させることが出来ず、これらの理由でファンに敬遠されたことが活動停止を早めた原因だと思われる。

## 番組
フジテレビで2003年10月11日から土曜25時45分（日曜未明1時45分）放送開始。同局では2002年3月まで放送された格闘女神ATHENA以来約1年半ぶりの女子プロレス番組であった。その後、26:58 - 27:53（翌日2:58 - 3:53）に放送されたが放送される曜日は何度か変更されている。2004年3月20日に放送終了。